# جو براندي
جو براندي (بالإنجليزية: Joe Brandy)‏ هو مدرب كرة سلة وعسكري أمريكي، ولد في 6 نوفمبر 1897 في أوغدينسبورغ في الولايات المتحدة، وتوفي في 20 يوليو 1971.